# 洛奇階梯

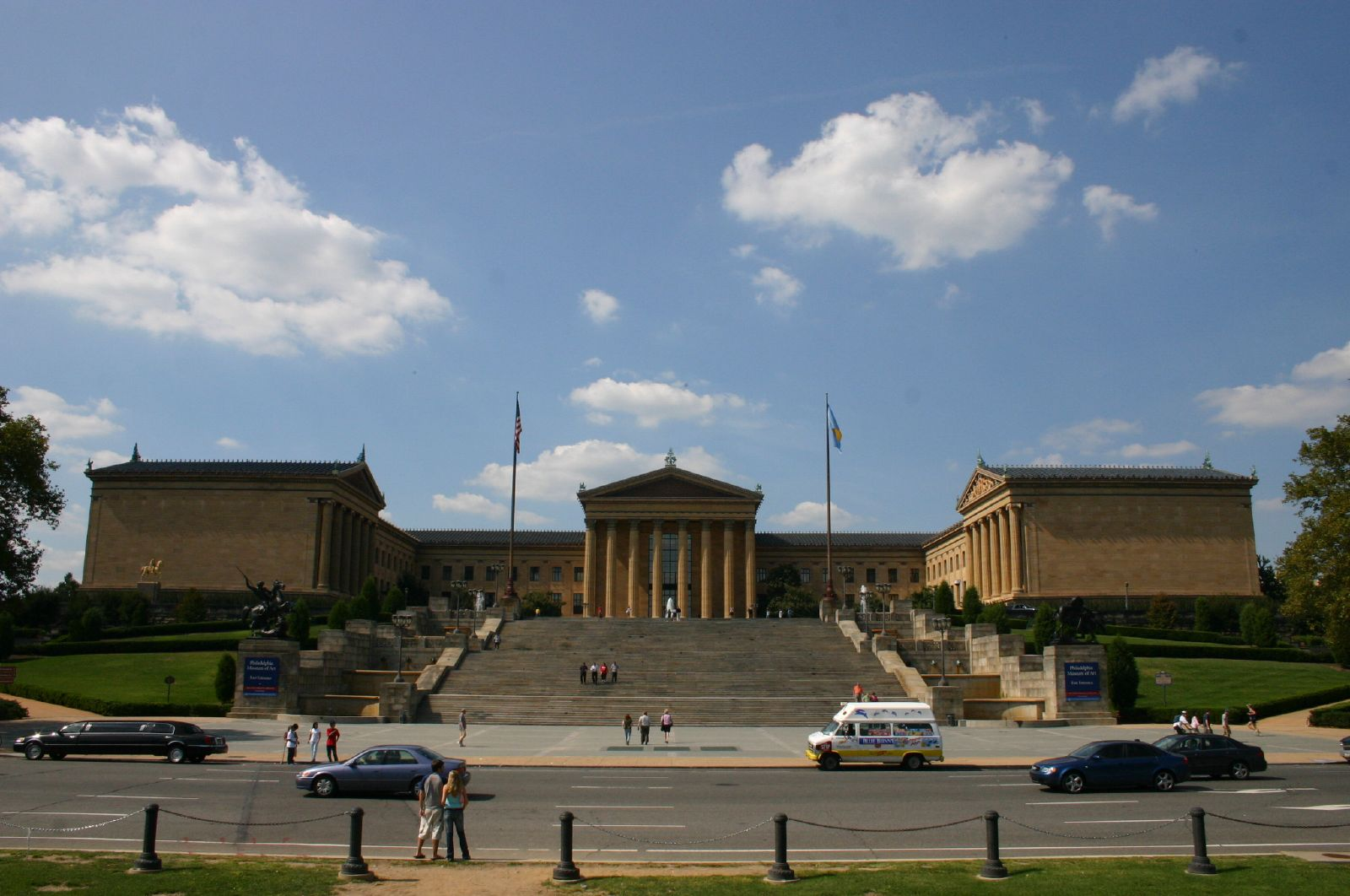
費城藝術博物館前的階梯

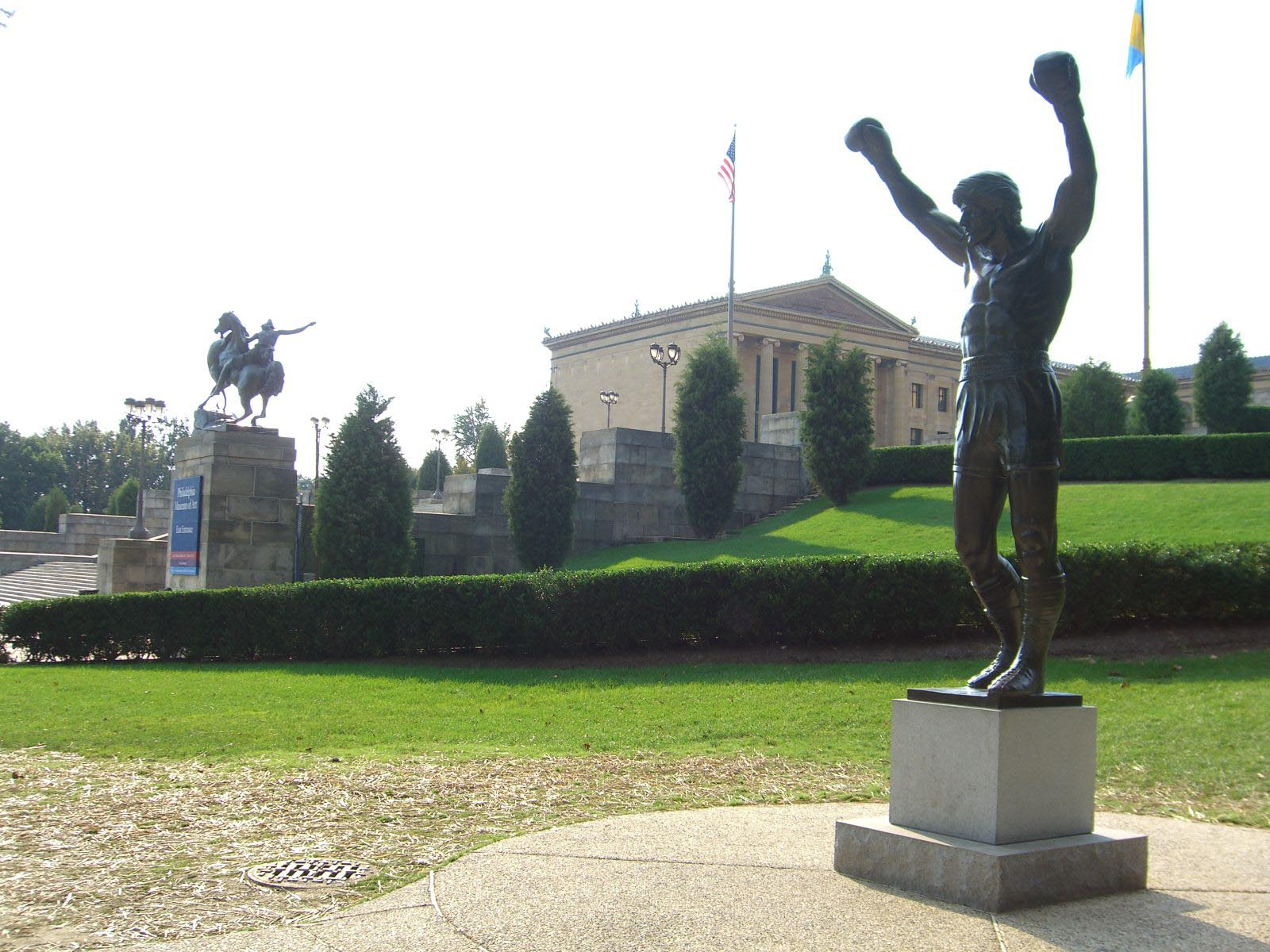
洛奇銅像

洛奇階梯（英語：Rocky Steps），美國費城藝術博物館前的72級階梯，為1976年的電影《洛奇》中洛奇（史特龍 飾）在出賽前跑到梯級頂振臂高呼的場景，此舉經常被遊客所仿效，意味著弱者遇到挑戰時必勝的決心。《洛奇3》拍攝時曾短暫將洛奇的銅像放置在梯級頂，現已遷往梯級底的右方，此銅像亦是遊客打卡的熱點。

## 外部連結
- https://www.rockystatue.com
- Schomberg Studios

39°57′54″N 75°10′49″W / 39.9649°N 75.1802°W